# Rathauskorrespondenz
Die Rathauskorrespondenz, kurz „rk“, ist die kommunale Nachrichtenagentur der Stadt Wien. Sie ist nach der Austria Presse Agentur die zweitgrößte Nachrichtenagentur Österreichs. Herausgegeben wird sie vom Presse- und Informationsdienst der Stadt Wien (PID, Magistratsabteilung 53).
Auf der Website der Stadt Wien ist eine Volltextsuche in der Rathauskorrespondenz ab 1995 eingerichtet. Für die Jahre 1945 bis 1968 wurden monatsweise zusammenfassende Rückschauen mit den wesentlichen Ereignissen erstellt.

## Geschichte
Der erste Vorgänger, die „Correspondenz Gall“, wurde 1861 von Josef Gall gegründet. Der heutige Name wird seit 1900 geführt. Seit 19. Mai 1945 wird die Rathauskorrespondenz von der Stadt Wien selbst herausgegeben. Langjähriger Chefredakteur war 1948 bis 1972 Wilhelm Adametz (1913–1989), sein Stellvertreter Robert Prosel (1924–2005); ab 1972 leitete Alois Brunnthaler (1924–2005) die Redaktion.